# 豊南市場
豊南市場（ほうなんいちば）は、大阪府豊中市の阪急宝塚本線・庄内駅近くにある市場。

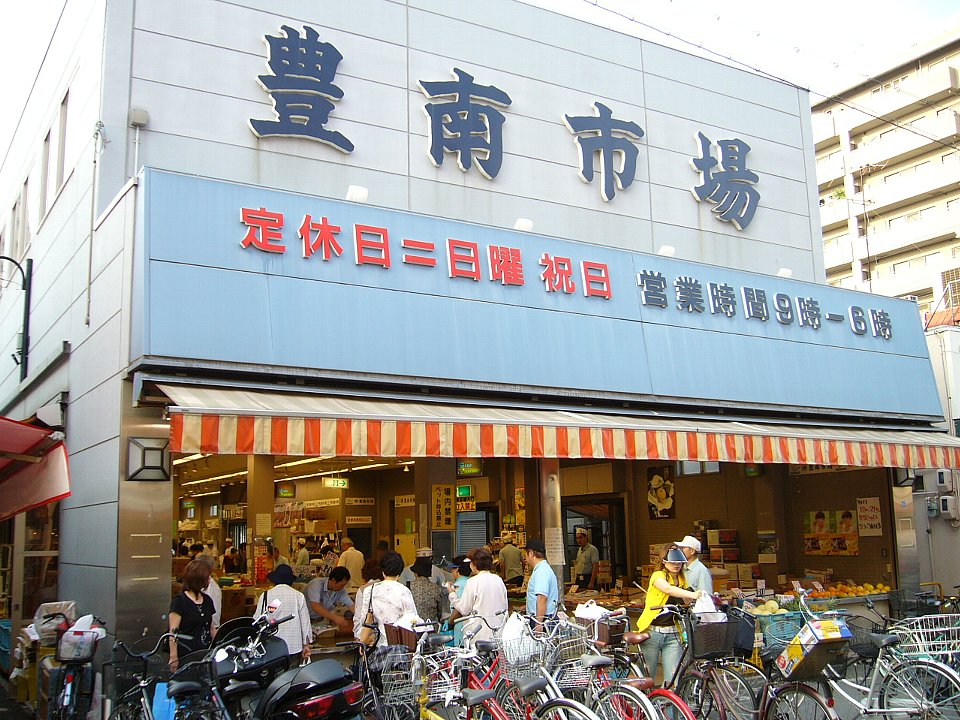
豊南市場

## 概要
株式会社豊南市場が運営。1つの建物の中に、生鮮食料品店を中心にした小売店約70店舗が入居している。市場では昔ながらの対面販売を導入している。
大阪府北部での安売りの市場として、地元のみならず周辺地域にも親しまれている。大阪市中央卸売市場から商品を直接仕入れていることや、チラシをまかないこと・簡易包装などの経費削減策などで価格を抑えている。豊中市の調査によると、豊南市場での平均小売価格は、豊中市全体の平均小売価格の7割前後の安値となっている。

## 沿革
- 1948年　大阪府豊能郡庄内町（現在の豊中市庄内地区）に、前身となる個人商店が開業。
- 1951年　近くに阪急宝塚本線・庄内駅が開業する。
- 1955年　株式会社組織となる。
- 1995年　阪神・淡路大震災で半壊、建て替え工事のあと同年12月に再オープン。

## 所在地
大阪府豊中市庄内東町1-7-19
- 阪急宝塚本線・庄内駅下車、東へ徒歩1分。

## 営業日・営業時間
午前9時-午後6時、日曜・祝日休み